# Сборная Джерси по футболу
Национальная сборная Джерси по футболу — футбольная команда, представляющая Джерси в международных встречах. Она контролируется Футбольной ассоциацией Джерси. Джерси не является членом ФИФА или УЕФА, поэтому не может участвовать в чемпионатах мира и других турнирах, проводимых этими организациями.
Принимает участие в Кубке Мюратти, ежегодным, с 1905 года, за исключением 1915—1919 и 1940—1946 годов, футбольном турнире между сборными командами Нормандских островов: Гернси, Джерси и Олдерни.

## Участие вОстровных играх
- 1991: 3 место
- 1993: 1 место
- 1995: 3 место
- 1997: 1 место
- 1999: 4 место
- 2001: 3 место
- 2003: 3 место
- 2005: не принимали участия
- 2007: 9 место
- 2009: 1 место
- 2011: 3 место
- 2013: не принимали участия